# Eidmannia
Eidmannia is een geslacht van wantsen uit de familie van de Reduviidae (Roofwantsen). Het geslacht werd voor het eerst wetenschappelijk beschreven door Taeuber in 1934.

## Soorten
Het genus bevat de volgende soorten:

- Eidmannia attaphila Taeuber, 1934
- Eidmannia bahiensis Coscarón, 1986
- Eidmannia beniensis Coscarón, 1986
- Eidmannia guyanensis Coscarón, 1986
- Eidmannia matogrossensis Coscarón, 1986
- Eidmannia obscura Coscarón, 1986